# Division 2 1963-1964
La Division 2 1963-1964 è stata la 25ª edizione della seconda serie del campionato francese di calcio, conclusa con la vittoria del Lilla, al suo primo titolo.
Capocannoniere è stato Abderrahmane Soukhane (Le Havre) con 21 reti.

## Classifica finale
|  | Pos. | Squadra             | Pt | G  | V  | N  | P  | GF | GS  | DR |
|  | ---- | ------------------- | -- | -- | -- | -- | -- | -- | --- | -- |
|  | 1    | Lilla               | 34 | 22 | 6  | 6  | 62 | 29 | +33 | 50 |
|  | 2    | Sochaux             | 34 | 16 | 12 | 6  | 62 | 39 | +23 | 44 |
|  | 3    | Metz                | 34 | 15 | 11 | 8  | 54 | 40 | +14 | 41 |
|  | 4    | Tolone              | 34 | 19 | 3  | 12 | 55 | 43 | +12 | 41 |
|  | 5    | Olympique Marsiglia | 34 | 15 | 10 | 9  | 59 | 57 | +2  | 40 |
|  | 6    | Grenoble            | 34 | 14 | 11 | 9  | 46 | 36 | +10 | 39 |
|  | 7    | Le Havre            | 34 | 14 | 8  | 12 | 58 | 55 | +3  | 36 |
|  | 8    | Montpellier         | 34 | 12 | 11 | 11 | 55 | 57 | -2  | 35 |
|  | 9    | Limoges             | 34 | 14 | 7  | 13 | 53 | 58 | -5  | 35 |
|  | 10   | Pays d'Aix          | 34 | 13 | 8  | 13 | 45 | 40 | +5  | 34 |
|  | 11   | Red Star            | 34 | 13 | 8  | 13 | 53 | 61 | -8  | 32 |
|  | 12   | Besançon            | 34 | 9  | 11 | 14 | 46 | 56 | -10 | 29 |
|  | 13   | Cannes              | 34 | 10 | 8  | 16 | 47 | 54 | -7  | 28 |
|  | 14   | Cherbourg           | 34 | 8  | 12 | 14 | 55 | 69 | -14 | 28 |
|  | 15   | Boulogne            | 34 | 9  | 9  | 16 | 50 | 61 | -11 | 27 |
|  | 16   | Nancy               | 34 | 10 | 7  | 17 | 45 | 61 | -16 | 27 |
|  | 17   | Forbach             | 34 | 6  | 14 | 14 | 28 | 42 | -14 | 26 |
|  | 18   | Béziers             | 34 | 5  | 10 | 19 | 23 | 47 | -24 | 20 |

Legenda:
      Promosso in Division 1 1964-1965.
  Partecipa agli spareggi promozione-retrocessione.
      Retrocesse.
Regolamento:
Due punti a vittoria, uno a pareggio, zero a sconfitta.

## Spareggi

### Spareggio promozione-retrocessione
Le squadre classificatesi al 4ª e la 5º posto incontrano la 16º e la 17º classificata di Division 1, affrontandosi in un girone all'italiana. Le prime due classificate ottengono la salvezza se iscritte in Division 1 o avanzano di categoria se partecipanti alla seconda divisione. Le ultime due sono retrocesse se militano in Division 1 o non sono promosse se iscritte in seconda serie.